# Gruffydd ap Rhys
Gruffydd ap Rhys (... – 1137) regnò su una parte del Deheubarth (un reame del Galles).
Alla morte di suo padre, Rhys ap Tewdwr, nel 1093, il Deheubarth fu conquistato dai normanni. Perciò Gruffydd passò molta della sua giovinezza in esilio in Irlanda. Rientrò attorno al 1113 e, dopo molti anni di vagabondaggio da un luogo all'altro, raccolse un esercito e attaccò i castelli e le città normanne nel 1116, ottenendo alcuni successi. Tuttavia, fu sconfitto nella battaglia di Aberystwyth e il suo esercito disperso.
Raggiunti degli accordi con Enrico I d'Inghilterra, ottenne il permesso di regnare su una parte del regno di suo padre, il Cantref Mawr, sebbene sia stato di nuovo messo sotto pressione dai normanni e costretto ad andarsene per un periodo in Irlanda. (1127). Nel 1136 Gruffydd si unì a Owain Gwynedd e Cadwaladr, figli di Gruffydd ap Cynan del Gwynedd in una ribellione contro i normanni. Mentre Rhys era lontano da casa, sua moglie, Gwenllian, figlia di Gruffydd, raccolse un esercito e attaccò i normanni, ma venne sconfitta e uccisa. In quello stesso anno Gruffydd, Owain e Cadwaladr sconfissero i normanni nella battaglia di Crug Mawr, vicino a Cardigan. Nel 1137 Gruffydd ottenne un ulteriore successo nel Dyfed, ma morì poco dopo in circostanze non chiare. 
Gruffydd ebbe quattro figli da Gwenllian (Maredudd, Rhys, Morgan e Maelgwn), due più anziani da un precedente matrimonio (Anarawd e Cadell) e almeno due figlie (Gwladus e Nest). Fu seguito sul trono da Anarawd. Cadell, Maredudd e Rhys ("Lord Rhys") regnarono di seguito sul Deheubarth.